# Otto Fischer
Otto Fischer (3. srpna 1909 Jankov u Votic – 9. dubna 1975 Praha) byl český matematik a statistik. Zaměřoval se na aplikace matematické statistiky v zemědělství a biologii, dosáhl řady původních výsledků v analýze rozptylu.

## Biografie
Narodil se v Jankově u Votic do židovské rodiny tamního obchodníka Jakuba Fischera a jeho manželky Berty, rovněž rozené Fischerové. Vystudoval gymnázium v Truhlářské ulici v Praze, poté absolvoval v roce 1933 pojistné inženýrství na fakultě speciálních nauk ČVUT a v roce 1933 rovněž ukončil studium matematiky na Přírodovědecké fakultě UK. Od roku 1935 pracoval jako statistik v Ústředním psychotechnickém ústavu v Praze. Téměř celou válku strávil v koncentračních táborech v Terezíně a Osvětimi. Po návratu do Prahy pracoval v Československém ústavu práce a pak v Matematickém ústavu ČSAV od roku 1951 až do odchodu do důchodu v roce 1971.
Otto Fischer je otcem Jana Fischera, předsedy Českého statistického úřadu a předsedy vlády a ministra financí České republiky, a dědečkem statistika Jakuba Fischera, děkana Fakulty informatiky a statistiky Vysoké školy ekonomické v Praze.

## Dílo
Napsal originální učebnici obsahující autorovy původní výsledky:
- Analysa rozptylu: Určeno pro posluchače fakulty matematicko-fysikální. Praha: SPN, 1956.